# Zimoviště

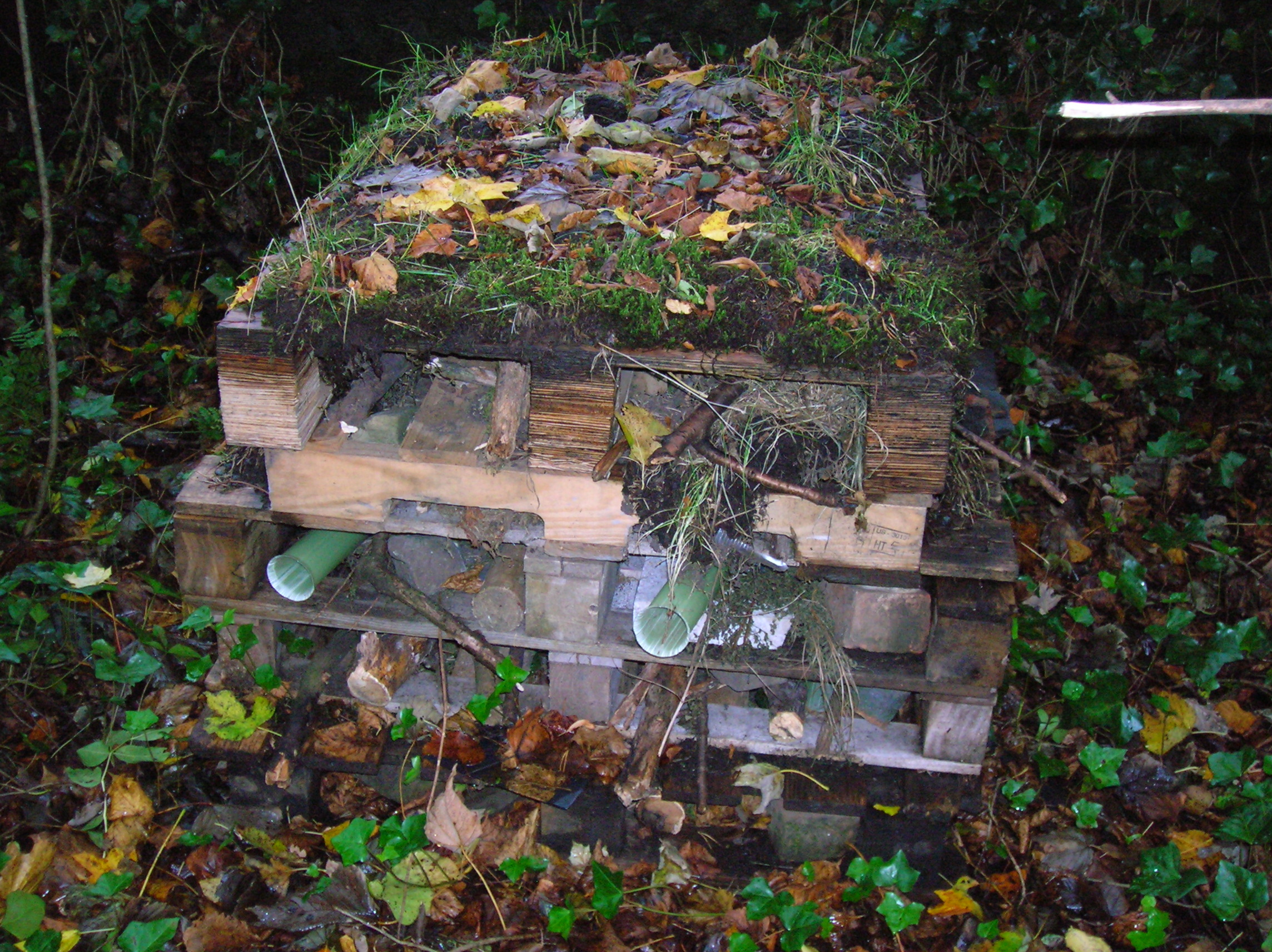
Člověkem vybudovaný „hmyzí hotel“

Zimoviště, též zvané hibernakulum, je místo nebo úkryt, v němž živočichové přečkávají nepříznivé zimní období. Zimovišti jsou chráněná místa, pro netopýry např. jeskyně, skuliny v trámoví staveb aj. Řada živočichů vyhledává k přezimování nory savců. Někteří (např. obojživelníci) vyhledávají podzemní prostory, sklepy, šachty, komposty, jiní se zahrabávají do půdy. Ježci, hadi aj. přezimují v kompostu, hromadách listí, pod složeným dřevem atp. Například plch zahradní zimuje v dutinách stromů, ve skalních štěrbinách, norách jiných hlodavců či krtků, ve stodolách, dřevnících, srubech atp. Zde si buduje zimní hnízdo vystlané trávou a listím. Viz též zimní listová hnízda housenek apod.
Ornitologové označují za zimoviště také místo (světadíl, zemi, lokalitu...), do něhož stěhovaví čili tažní ptáci (přísně tažní, tažní, částečně tažní) odlétají z hnízdiště kvůli obživě. Načasování odletu je dáno délkou dne, tzv. fotoperiodou.
Nestěhovavé (stálé) druhy vodního ptactva hnízdícího v ČR využívají jako zimoviště odlehlá ramena řek, rybníky, mlýnské náhony, a to především místa, kde nedochází k úplnému zamrznutí vodní hladiny.